# Taça da Liga de 2015–16
A Taça da Liga de 2015–16 (conhecida por Taça CTT de 2015–16 por motivos de patrocínio) foi a 9ª edição da Taça da Liga. As primeiras partidas foram disputadas a 2 de Agosto de 2015.
Participaram nesta edição da Taça da Liga 37 clubes (18 da Primeira Liga e 19 da Segunda Liga - todas com excepção das 5 equipas B).
O Benfica é o detentor do troféu, conquistado na época anterior.
A Final foi disputada em Coimbra a 20 de Maio de 2016 entre Benfica e Marítimo, numa repetição da Final da época anterior. O Benfica venceu novamente a prova ao derrotar o Marítimo por 6—2, conquistando a sua 7ª Taça da Liga.

## Formato
Nesta edição o formato da Taça da Liga foi alterado para o seguinte:
- 1ª Eliminatória: os clubes da II Liga (com excepção das equipas B) disputam uma eliminatória a uma só mão, com sorteio puro.
- 2ª Eliminatória: aos vencedores da 1ª Eliminatória juntam-se os clubes da I Liga (com excepção dos 4 primeiros classficados da I Liga na época anterior) para disputarem uma eliminatória a uma só mão, com sorteio puro.
- Fase de Grupos: aos vencedores da 2ª Eliminatória juntam-se os 4 primeiros classficados da I Liga na época anterior para formarem 4 grupos de 4 equipas cada, no formato todos contra todos a uma volta, com sorteio em que os 4 clubes anteriormente isentos serão cabeças-de-série, ficando alocados um em cada grupo. Apenas os vencedores de cada grupo se apuram para as Meias-Finais.
- Meias-Finais: disputam-se a uma só mão.
- Final: disputa-se em campo neutro.

| Fase            | Sorteio            | Jogos                                                                                      | Clubes | Apurados                                       | Novas Entradas                                                              |
| --------------- | ------------------ | ------------------------------------------------------------------------------------------ | ------ | ---------------------------------------------- | --------------------------------------------------------------------------- |
| 1ª Eliminatória | 4 de Julho de 2015 | 2 de Agosto de 2015                                                                        | 19     | —                                              | 19 Clubes da Segunda Liga                                                   |
| 2ª Eliminatória | 4 de Julho de 2015 | 10-12 de Outubro de 2015                                                                   | 24     | 9 Vencedores da 1ª Eliminatória 1 clube isento | 14 Clubes da Primeira Liga (5º ao 16º lugar na época anterior e promovidos) |
| Fase de Grupos  | Novembro de 2015   | 1ªJ. 29-30 de Dezembro de 2015 2ªJ. 19-21 de Janeiro de 2016 3ªJ. 26-28 de Janeiro de 2016 | 16     | 12 Vencedores da 2ª Eliminatória               | 4 Clubes da Primeira Liga (1º ao 4º lugar na época anterior)                |
| Meias-Finais    | —                  | 10 de Fevereiro-2 de Maio de 2016                                                          | 4      | 4 Vencedores de cada Grupo                     | —                                                                           |
| Final           | —                  | 20 de Maio de 2016                                                                         | 2      | Vencedores das Meias-Finais                    | —                                                                           |

## 1ª Eliminatória
O sorteio da 1ª Eliminatória decorreu a 4 de Julho de 2015. Os jogos foram disputados a 2 de Agosto de 2015.
| Casa              | Resultado        | Fora           |
| ----------------- | ---------------- | -------------- |
| Santa Clara (II)  | 1 – 1 (5 – 6 gp) | Atlético (II)  |
| Penafiel (II)     | 2 – 0            | Olhanense (II) |
| Portimonense (II) | 3 – 0            | Aves (II)      |
| Oliveirense (II)  | 1 – 1 (5 – 3 gp) | Farense (II)   |
| Mafra (II)        | 0 – 2            | Leixões (II)   |
| Chaves (II)       | 0 – 2            | Varzim (II)    |
| Gil Vicente (II)  | 1 – 1 (4 – 5 gp) | Académico (II) |
| Oriental (II)     | 1 – 1 (4 – 2 gp) | Freamunde (II) |
| Feirense (II)     | 2 – 1            | Covilhã (II)   |

| Isento         |
| -------------- |
| Famalicão (II) |

## 2ª Eliminatória
O sorteio da 2ª Eliminatória decorreu a 4 de Julho de 2015. Os jogos foram disputados de 10 a 21 de Outubro de 2015.
| Casa                  | Resultado        | Fora                     |
| --------------------- | ---------------- | ------------------------ |
| Moreirense (I)        | 1 – 0            | Vitória de Setúbal (I)   |
| Oriental (II)         | 3 – 2            | Estoril (I)              |
| Leixões (II)          | 1 – 1 (5 – 4 gp) | Académico (II)           |
| Feirense (II)         | 1 – 1 (4 – 3 gp) | Boavista (I)             |
| Varzim (II)           | 0 – 0 (3 – 4 gp) | Arouca (I)               |
| União da Madeira (II) | 0 – 1            | Paços de Ferreira (I)    |
| Tondela (II)          | 0 – 0 (6 – 7 gp) | Nacional (I)             |
| Atlético (II)         | 0 – 2            | Belenenses (I)           |
| Marítimo (I)          | 2 – 1            | Académica (I)            |
| Oliveirense (II)      | 1 – 2            | Famalicão (II)           |
| Rio Ave (I)           | 3 – 2            | Vitória de Guimarães (I) |
| Penafiel (II)         | 1 – 2            | Portimonense (II)        |

## Fase de Grupos
O sorteio da Fase de Grupos decorreu em Novembro de 2015. Esta Fase é constituída por 4 grupos de 4 equipas cada. Apenas se apuram para as Meias-Finais os vencedores de cada Grupo.
A Fase de Grupos será disputada:
- 1ªJornada: 29-30 de Dezembro de 2015.
- 2ªJornada: 19-20 de Janeiro de 2016 (exceção do Feirense-Marítimo a 15 de Novembro de 2015).
- 3ªJornada: 26-27 de Janeiro de 2016.

| Fase de Grupos (equipas apuradas) | Fase de Grupos (equipas apuradas) | Fase de Grupos (equipas apuradas) | Fase de Grupos (equipas apuradas) | Fase de Grupos (equipas apuradas) | Fase de Grupos (equipas apuradas) | Fase de Grupos (equipas apuradas) | Fase de Grupos (equipas apuradas) |
| --------------------------------- | --------------------------------- | --------------------------------- | --------------------------------- | --------------------------------- | --------------------------------- | --------------------------------- | --------------------------------- |
| Benfica (I)                       | FC Porto (I)                      | Sporting (I)                      | SC Braga (I)                      | Marítimo (I)                      | Paços de Ferreira (I)             | Nacional (I)                      | Belenenses (I)                    |
| Rio Ave (I)                       | Arouca (I)                        | Moreirense (I)                    | Feirense (II)                     | Oriental (II)                     | Portimonense (II)                 | Famalicão (II)                    | Leixões (II)                      |

### Grupo A
| Time      | J | V | E | D | GP | GC | SG | Pts |
| --------- | - | - | - | - | -- | -- | -- | --- |
| Marítimo  | 3 | 2 | 1 | 0 | 7  | 3  | +4 | 7   |
| Feirense  | 3 | 2 | 0 | 1 | 5  | 4  | +1 | 6   |
| Famalicão | 3 | 1 | 1 | 1 | 1  | 1  | 0  | 4   |
| Porto     | 3 | 0 | 0 | 3 | 1  | 6  | −5 | 0   |

| 29 Dezembro 2015 | Porto                   | 1 – 3  | Marítimo                                               | Porto                                                            |  |
| 18:00            | Vincent Aboubakar 90+4' | Report | Fransérgio 48' · Alex Soares 70' · Moussa Marega 90+3' | Estádio: Estádio do Dragão Público: 31 219 Árbitro: Vasco Santos |  |

| 30 Dezembro 2015 | Famalicão | 0 – 1  | Feirense          | Famalicão                                                                  |  |
| 20:00            |           | Report | Micael Freire 50' | Estádio: Estádio Municipal 22 de Junho Público: 650 Árbitro: Tiago Antunes |  |

| 20 Janeiro 2016 | Famalicão | 1 – 0  | Porto | Famalicão                                                                    |  |
| 19:45           | Mauro 58' | Report |       | Estádio: Estádio Municipal 22 de Junho Público: 3 491 Árbitro: Luís Ferreira |  |

| 15 Novembro 2015 | Feirense                               | 2 – 4  | Marítimo                                                     | Santa Maria da Feira                                                   |  |
| 17:30            | Ícaro Silva 20' · Rafael Porcellis 77' | Report | Fransérgio 18' · Tiago Rodrigues 24' 45' (pen.) · Dirceu 79' | Estádio: Estádio Marcolino de Castro Público: 836 Árbitro: Jorge Sousa |  |

| 26 Janeiro 2016 | Feirense                                        | 2 – 0  | Porto | Santa Maria da Feira                                                       |  |
| 16:00           | Hélder Castro 29' (pen.) · Rafael Porcellis 81' | Report |       | Estádio: Estádio Marcolino de Castro Público: 1 422 Árbitro: Cosme Machado |  |

| 26 Janeiro 2016 | Marítimo | 0 – 0  | Famalicão | Funchal                                                             |  |
| 16:00           |          | Report |           | Estádio: Estádio dos Barreiros Público: 3 072 Árbitro: Rui Oliveira |  |

### Grupo B
| Time       | J | V | E | D | GP | GC | SG | Pts |
| ---------- | - | - | - | - | -- | -- | -- | --- |
| Benfica    | 3 | 3 | 0 | 0 | 8  | 1  | +7 | 9   |
| Moreirense | 3 | 1 | 1 | 1 | 5  | 8  | −3 | 4   |
| Nacional   | 3 | 1 | 1 | 1 | 1  | 1  | 0  | 4   |
| Oriental   | 3 | 0 | 0 | 3 | 2  | 6  | −4 | 0   |

| 29 Dezembro 2015 | Oriental                        | 2 – 4  | Moreirense                                          | Lisbon                                                                  |  |
| 15:00            | Tom 35' · Fernando Santos 90+2' | Report | Diego T. 7' (p.b.) · Rafael 86' 89' · Boateng 90+2' | Estádio: Estádio Eng.º Carlos Salema Público: 442 Árbitro: Bruno Paixão |  |

| 29 Dezembro 2015 | Benfica          | 1 – 0  | Nacional | Lisbon                                                       |  |
| 19:45            | Raúl Jiménez 89' | Report |          | Estádio: Estádio da Luz Público: 20 107 Árbitro: João Capela |  |

| 19 Janeiro 2016 | Oriental | 0 – 1  | Benfica     | Lisbon                                                                     |  |
| 15:00           |          | Report | Talisca 74' | Estádio: Estádio Eng.º Carlos Salema Público: 3 409 Árbitro: Tiago Antunes |  |

| 20 Janeiro 2016 | Moreirense | 0 – 0  | Nacional | Moreira de Cónegos                                                      |  |
| 15:00           |            | Report |          | Estádio: Com. Joa. de Alm. Freitas Público: 514 Árbitro: Jorge Ferreira |  |

| 26 Janeiro 2016 | Moreirense        | 1 – 6  | Benfica                                                        | Moreira de Cónegos                                                           |  |
| 20:30           | Iuri Medeiros 25' | Report | Talisca 12' (pen.) 14' 83' · Gaitán 20' 90' · Raúl Jiménez 30' | Estádio: Com. Joa. de Alm. Freitas Público: 4 206 Árbitro: Sérgio Piscarreta |  |

| 26 Janeiro 2016 | Nacional            | 1 – 0  | Oriental | Funchal                                                        |  |
| 16:00           | Salvador Agra 90+3' | Report |          | Estádio: Estádio da Madeira Público: 127 Árbitro: Luís Godinho |  |

### Grupo C
| Time              | J | V | E | D | GP | GC | SG | Pts |
| ----------------- | - | - | - | - | -- | -- | -- | --- |
| Portimonense      | 3 | 3 | 0 | 0 | 9  | 3  | +6 | 9   |
| Sporting          | 3 | 2 | 0 | 1 | 4  | 3  | +1 | 6   |
| Paços de Ferreira | 3 | 0 | 1 | 2 | 4  | 7  | −3 | 1   |
| Arouca            | 3 | 0 | 1 | 2 | 2  | 6  | −4 | 1   |

| 28 Dezembro 2015 | Portimonense                                                    | 4 – 1  | Arouca              | Portimão                                                                   |  |
| 18:00            | André Carvalhas 16' (pen.) 47' 57' (pen.) · Nelsinho 39' (p.b.) | Report | Roberto Rodrigo 35' | Estádio: Estádio Municipal de Portimão Público: 895 Árbitro: Luís Ferreira |  |

| 29 Dezembro 2015 | Sporting                                                  | 3 – 1  | Paços de Ferreira        | Lisboa                                                              |  |
| 20:00            | Alberto Aquilani 8' · Gelson Martins 52' · Bryan Ruiz 73' | Report | Christian de Silva 45+1' | Estádio: Estádio José Alvalade Público: 23 462 Árbitro: Manuel Mota |  |

| 19 Janeiro 2016 | Portimonense             | 2 – 0  | Sporting                | Portimão                                                               |  |
| 19:45           | Ewerton 36' 90+3' (pen.) | Report | William Carvalho (pen.) | Estádio: Municipal de Portimão Público: 4 673 Árbitro: Manuel Oliveira |  |

| 20 Janeiro 2016 | Arouca     | 1 – 1  | Paços de Ferreira | Arouca                                                           |  |
| 16:00           | Mateus 56' | Report | João Silva 53'    | Estádio: Municipal de Arouca Público: 314 Árbitro: Tiago Martins |  |

| 26 Janeiro 2016 | Arouca | 0 – 1 | Sporting             | Arouca                                                             |  |
| 18:30           |        |       | Marvin Zeegelaar 79' | Estádio: Municipal de Arouca Público: 956 Árbitro: Fábio Veríssimo |  |

| 26 Janeiro 2016 | Paços de Ferreira           | 2 – 3 | Portimonense                                   | Paços de Ferreira                                                     |  |
| 18:30           | Roniel 6' · Manuel José 27' |       | Fidélis 44' · Cícero 70' (p.b.) · Fabrício 73' | Estádio: Estádio Capital do Móvel Público: 419 Árbitro: Bruno Esteves |  |

### Grupo D
| Time       | J | V | E | D | GP | GC | SG | Pts |
| ---------- | - | - | - | - | -- | -- | -- | --- |
| Braga      | 3 | 2 | 1 | 0 | 6  | 1  | +5 | 7   |
| Rio Ave    | 3 | 1 | 2 | 0 | 3  | 2  | +1 | 5   |
| Belenenses | 3 | 1 | 1 | 1 | 6  | 3  | +3 | 4   |
| Leixões    | 3 | 0 | 0 | 3 | 1  | 10 | −9 | 0   |

| 28 Dezembro 2015 | Braga                            | 2 – 1  | Belenenses       | Braga                                                                      |  |
| 20:00            | Pedro Santos 13' · Rui Fonte 31' | Report | Tiago Caeiro 89' | Estádio: Estádio Municipal de Braga Público: 4 863 Árbitro: Jorge Ferreira |  |

| 29 Dezembro 2015 | Leixões        | 1 – 2  | Rio Ave                    | Matosinhos                                                   |  |
| 15:00            | D. Nunes 90+1' | Report | Kayembe 3' · Tarantini 38' | Estádio: Estádio do Mar Público: 1 010 Árbitro: Rui Oliveira |  |

| 20 Janeiro 2016 | Leixões | 0 – 4  | Braga                                                     | Matosinhos                                                  |  |
| 15:00           |         | Report | P. Santos 10' · Hassan 52' · Rui Fonte 84' · Wilson 90+2' | Estádio: Estádio do Mar Público: 932 Árbitro: João Pinheiro |  |

| 20 Janeiro 2016 | Rio Ave              | 1 – 1  | Belenenses      | Vila do Conde                                                        |  |
| 20:00           | Filip Krovinovic 58' | Report | Tiago Silva 79' | Estádio: Estádio dos Arcos Público: 1 613 Árbitro: Artur Soares Dias |  |

| 27 Janeiro 2016 | Belenenses                               | 4 – 0  | Leixões | Lisbon                                                          |  |
| 16:00           | Tonel 10' · Betinho 70' · Juanto 78' 85' | Report |         | Estádio: Estádio do Restelo Público: 584 Árbitro: André Moreira |  |

| 27 Janeiro 2016 | Rio Ave | 0 – 0  | Braga | Vila do Conde                                                  |  |
| 16:00           |         | Report |       | Estádio: Estádio dos Arcos Público: 2 439 Árbitro: João Capela |  |

## Fase Final
As meias-finais foram disputadas a 10 de Fevereiro e 2 de Maio de 2016, enquanto que a Final foi disputada no dia 20 de Maio de 2015, no Estádio Cidade de Coimbra.
|  | Meias-Finais | Meias-Finais | Meias-Finais |         |          | Final    | Final | Final |  |
|  |              |              |              |         |          |          |       |       |  |
|  | Marítimo     | Marítimo     | 3            |         |          |          |       |       |  |
|  | Marítimo     | Marítimo     | 3            |         |          |          |       |       |  |
|  | Portimonense | Portimonense | 1            |         |          |          |       |       |  |
|  | Portimonense | Portimonense | 1            |         | Marítimo | Marítimo | 2     |       |  |
|  |              |              |              |         | Marítimo | Marítimo | 2     |       |  |
|  |              |              | Benfica      | Benfica | 6        |          |       |       |  |
|  | Benfica      | Benfica      | Benfica      | Benfica | 6        | 2        |       |       |  |
|  | Benfica      | Benfica      |              |         |          |          |       |       |  |
|  | Braga        | Braga        | 1            |         |          |          |       |       |  |

## Meias-Finais
As Meias-Finais foram disputadas a 10 de Fevereiro de 2016 e a 2 de Maio de 2016.
| 10 Fevereiro 2016 | Marítimo                                      | 3 – 1  | Portimonense | Funchal                                                            |  |
| 17:45             | Edgar Costa 17' · Eber Bessa 31' · Baba 90+4' | Report | Pires 4'     | Estádio: Estádio dos Barreiros Público: 5 237 Árbitro: João Capela |  |

| 2 Maio 2016 | Benfica                      | 2 – 1  | SC Braga       | Lisboa                                                         |  |
| 19:45       | Jonas 58' · Raúl Jiménez 71' | Report | Rafa Silva 19' | Estádio: Estádio da Luz Público: 24 933 Árbitro: Tiago Martins |  |

## Final
A Final foi disputada a 20 de Maio de 2016.
| 20 Maio 2016 | Marítimo                             | 2 – 6  | Benfica                                                                             | Coimbra                                                                         |  |
| 19:45        | João Diogo 45' · Fransergio 82' (gp) | Report | Jonas 11' · Mitroglou 18' 38' · Gaitan 77' · Jardel 90+1' · R. Jimenez 90+2' (gp) · | Estádio: Cidade de Coimbra Público: 28 878 Árbitro: Fábio Veríssimo (AF Leiria) |  |

## Campeão
| Taça da Liga de 2015–16 |
| ----------------------- |
| Benfica 7º Título       |